# Fevzi Çakmak
Mustafa Fevzi Çakmak (ur. 12 stycznia 1876 w Stambule, zm. 10 kwietnia 1950 tamże) – turecki wojskowy i polityk, Mareşal, premier Turcji, wieloletni szef Sztabu Generalnego Tureckich Sił Zbrojnych, bliski współpracownik Mustafy Kemala Atatürka.

## Życiorys
Po ukończeniu 28 grudnia 1898 tureckich wyższych szkół wojskowych Kuleli i Pangalti (tej ostatniej z pierwszą lokatą) wstąpił do armii Imperium Osmańskiego jako porucznik. Walczył w wojnach bałkańskich i – w stopniu generała w I wojnie światowej (Bitwa o Gallipoli, kampania kaukaska, kampania synajska i palestyńska) jako dowódca dywizji i korpusu. Na Gallipoli zetknął się z generałem Mustafą Kemalem, który tam właśnie rozpoczął karierę, która doprowadziła go ostatecznie do stanowiska pierwszego prezydenta Republiki Tureckiej.
Po podpisaniu 30 października 1918 przez Imperium Osmańskie z krajami Ententy rozejmu w Mudros, kończącego działania wojenne I wojny światowej Çakmak został 24 grudnia 1918 szefem sztabu generalnego armii tureckiej. Funkcję tę pełnił do 14 maja 1919, następnie od lutego do kwietnia 1920 był ministrem wojny Imperium Osmańskiego. Zrezygnował ze stanowiska i przyłączył się do Mustafy Kemala, organizującego opór przeciw alianckim planom rozbrojenia i rozbioru Turcji, czego zapowiedzią było rozpoczęcie 19 maja 1919 przez Grecję okupacji tureckich wybrzeży Azji Mniejszej i znany przebieg rokowań prowadzonych w Paryżu nad kształtem traktatu pokojowego państw Ententy z Turcją. Po rozpoczęciu 23 kwietnia 1920 w Ankarze obrad Wielkiego Zgromadzenia Narodowego Turcji, Çakmak został deputowanym z okręgu Adany. Wielkie Zgromadzenie Narodowe Turcji pod przewodnictwem Kemala uchwaliło na wniosek Kemala stworzenie Armii Narodowej i wybrało İsmeta Inonü na szefa sztabu generalnego. W konsekwencji 3 maja 1920 Çakmak został ministrem obrony w rządzie Kemala. Rząd osmański wydał na niego wyrok śmierci. 10 sierpnia 1920 w Sèvres pod Paryżem wielki wezyr Damad Ferid Pasza podpisał w imieniu rządu Imperium Osmańskiego traktat w Sèvres, dokonujący faktycznie rozbioru Turcji, praktycznie likwidujący armię turecką, pozbawiający Turcji suwerenności na pozostawionym jej terytorium. Rząd Kemala i Wielkie Zgromadzenie Narodowe Turcji odrzuciły traktat i uznały jego sygnatariuszy – delegację rządu osmańskiego – za zdrajców stanu. Rozpoczęła się wojna o niepodległość Turcji. Początkowo pod kontrolą armii narodowej znajdowała się jedynie centralna Anatolia z siedzibą parlamentu i rządu w Ankarze.
24 stycznia 1921 Çakmak przejął z rąk Kemala stanowisko premiera Turcji, które zajmował do 9 lipca 1922 r. W obliczu klęsk ponoszonych przez armię turecką w walce z armią grecką (bitwa pod Afyonkarahisar-Eskişehir (27 czerwca – 10 lipca 1921) w której doszło do przełamania linii obrony armii tureckiej i ofensywy greckiej zagrażającej bezpośrednio Ankarze), 3 sierpnia 1921 Fevzi Çakmak zastąpił Ismeta Inönü na stanowisku Szefa Sztabu Generalnego rozpoczynając przygotowania do zatrzymania ofensywy wojsk greckich u wrót faktycznej stolicy Turcji. Wojska greckie przekroczyły rzekę Sakarya i znalazły się w odległości mniej niż 100 km. od Ankary. 23 sierpnia 1921 armia grecka pod dowództwem gen. Anastasiosa Papoulasa uderzyła na pozycje wojsk tureckich dowodzonych przez Mustafę Kemala i Fevzi Çakmaka. Turcy stawili zaciekły opór. Po dwudziestu jeden dniach bezskutecznych prób przełamania frontu tureckiego armia grecka 13 września 1921 zaprzestała ofensywy na Ankarę i rozpoczęła odwrót. Był to punkt zwrotny wojny grecko-tureckiej. Za zwycięstwo w bitwie nad Sakaryą Wielkie Zgromadzenie Narodowe Turcji nadało Kemalowi i Fevzi Çakmakowi stopień Mareşala. Są to jedyni dowódcy tureccy do dziś uhonorowani tą rangą.
Obok Kemala i Ismeta Inonü dowodził w kontrofensywie tureckiej i w ostatniej rozstrzygającej bitwie wojny grecko-tureckiej, bitwie pod Dumlupinar, która rozegrała się pomiędzy 26 a 30 sierpnia 1922 roku, zakończyła się klęską armii greckiej i doprowadziła w konsekwencji do dotarcia armii tureckiej do wybrzeży Morza Egejskiego i ostatecznego wyparcia agresora z Azji Mniejszej. Fevzi Çakmak wycofał się z bieżącego życia politycznego w r. 1924, rezygnując z mandatu deputowanego do parlamentu. Od 3 marca 1924 do 12 stycznia 1944, gdy przeszedł w stan spoczynku, był Szefem Sztabu Generalnego Tureckich Sił Zbrojnych.

## Awanse
- major – 1902
- podpułkownik – 1910
- pułkownik – 1913
- generał-major – 1915
- generał-porucznik – 1918
- generał-pułkownik – 1921
- Mareşal – 31 sierpnia 1922[5]